# 楚雄专区
楚雄专区，云南省已撤消的专区。
1950年置。在今云南省中北部。辖楚雄、双柏、镇南、牟定、姚安、大姚、盐丰、永仁、禄丰、广通、盐兴等县。专员公署驻楚雄县（今市）。1953年元谋、武定、安宁、罗次、禄劝、富民六县划入。1956年安宁县划归昆明市。1957年撤销，改设楚雄彝族自治州。